# Rhythm changes
Rhythm changes, en el jazz, és una progressió d'acords de 32 compassos, amb la mateixa estructura que Georges Gershwin va utilitzar a la cançó "I got Rhythm". La progressió utilitza una estructura AABA, en què la secció A es basa en repeticions de la seqüència d'acords I-VI-ii-V (o variants com iii-VI-ii-V), i la secció B és un cicle de dominants per extensió amb el patró III7-VI7-II7-V7, al qual es pot afegir a vegades acords de pas. Aquesta estructura, "un dels vehicles més habituals per a la improvisació" constitueix la base de nombroses composicions de jazz (generalment de ritme ràpid) i fou molt popular entre els músics de swing i bebop.

## Història
Aquesta progressió es va popularitzar sobretot a causa de l'àmplia utilització que se'n van fer amb el bebop. No obstant això, el rhythm changes es va començar a utilitzar a la dècada de 1930, va esdevenir habitual als 40 i 50, i en l'actualitat s'ha estès arreu. D'entrada "I Got Rhythm" era aleshores un estàndard de jazz popular; en segon lloc, el fet d'escriure una melodia nova sobre els acords de "rhythm changes" permetia al compositor reclamar drets d'autor per la melodia, sense haver de reconèixer la propietat intel·lectual de Gershwin; i finalment, l'ús d'una progressió harmònica ben coneguda per a una nova melodia facilitava la interpretació d'una peça nova a les jam sessions, actuacions i enregistraments.
En l'actualitat, es considera que el domini de les progressions d'acords del blues de dotze compassos i del rhythm changes són elements fonamentals per la construcció d'un repertori jazzístic.

## Exemples de rhythm changes
La primera ocasió documentada en què es va utilitzar el rhythm changes, va ser a la cançó Shag de Sidney Bechet, enregistrada el 15 de setembre de 1932 amb el seu grup New Orleans Feetwarmers.
Alguns exemples famosos de rhythm changes es poden trobar en cançons com Shoeshine Boy de Lester Young, enregistrada el 1936 amb Count Basie, o Cotton Tail escrita per Duke Ellington el 1940, així com a Seven Come Eleven de Charlie Christian, Salt Peanuts de Dizzy Gillespie, i Rhythm-a-Ning de Thelonious Monk entre moltes altres.